# Joop Mackaay
Joop Mackaay (Utrecht, 2 maart 1938) is een Nederlandse judoka. 
Mackaay werd geboren in de Utrechtse volksbuurt Wijk C, waar hij samen met zijn jeugdvriend Anton Geesink opgroeide. Hij leerde judoën op de Zuilense judoschool van judopionier Jan van der Horst. De judomat lag daar gewoon in de voorkamer van de woning van Van der Horst. Zijn eerste grote overwinning op sportief gebied was het Duitse Open in Aken. Hij greep daar op 12 november 1961 de titel. Een andere belangrijke prestatie was het winnen van de zilveren medaille op het EK judo van 1962 in Essen. In 1964 won hij ook nog de zilveren medaille op de Europese teamwedstrijden in Berlijn.
Na zijn wedstrijdcarrière was hij actief als scheidsrechter. In 2023 ontving Joop Mackaay zijn achtste dan judo. Wegens bijzondere verdiensten binnen het judo kreeg hij diverse malen eervolle onderscheidingen. Tot op het heden is hij nog altijd actief, onder meer als judoka en als trainer op de naar hem genoemde judoschool Judo Ryu Mackaay.

## Onderscheidingen
Mackaay is door de Judo Bond Nederland in 1998 onderscheiden als Bondsridder met het gouden ereteken voor zijn grote verdiensten in de judosport.
Tevens ontving hij op 20 november 2010 uit handen van de Utrechtse burgemeester Aleid Wolfsen de onderscheiding Ridder in de Orde van Oranje Nassau vanwege zijn jarenlange verdiensten voor de judosport.